# 長野綱良
長野 綱良（ながの つなよし、1879年（明治12年）1月8日 - 1950年（昭和25年）7月29日）は、昭和期の農業経営者、実業家、政治家。衆議院議員、大分県大野郡戸上村長。

## 経歴
大分県大野郡、のちの戸上村（犬飼町、野津町戸上を経て現臼杵市）で、長野音五郎の長男として生まれる。野津高等小学校、臼杵の久保塾で学んだ。農業を営む。
戸上村会議員、同村長を務める。1915年（大正4年）大分県会議員に選出され、政治活動を本格的に開始。憲政会大分県支部常任理事、同幹事長を務め、同党の解散後、立憲民政党に加わり同党大分県支部幹事長となる。
1930年（昭和5年）2月、第17回衆議院議員総選挙（大分県第1区、立憲民政党公認）で初当選。第18回総選挙では立候補を断念。1937年（昭和12年）4月の第20回総選挙で再選され、衆議院議員に通算2期在任した。
実業界では、南豊物産専務取締役、大分水産取締役社長、長谷緒耕地整理組合長などを務め、育英事業にも熱心に取り組んだ。

## 国政選挙歴
- 第17回衆議院議員総選挙（大分県第1区、1930年2月、立憲民政党公認）当選[7]
- 第19回衆議院議員総選挙（大分県第1区、1936年2月、立憲民政党公認）落選[9]
- 第20回衆議院議員総選挙（大分県第1区、1937年4月、立憲民政党公認）当選[8]
- 第21回衆議院議員総選挙（大分県第1区、1942年4月、非推薦）落選[10]